# Stefan Barszczewski
Stefan Barszczewski (ur. 21 czerwca 1861, 1862 albo 1863 w Warszawie, zm. 11 września 1937 tamże) – polski pisarz, tłumacz, podróżnik, działacz polonijny i redaktor.

## Życiorys
Ukończywszy szkołę średnią wyjechał na studia do Petersburga. Po studiach wyjechał do Wiednia (1885), a następnie Paryża i Londynu. Podróżował po Ameryce Południowej, zwiedzając Argentynę i Brazylię, a od 1892 roku zamieszkał w Chicago. Tam między innymi redagował polską prasę. Był działaczem polonijnym, angażując się w pracach stowarzyszeń i lokalnych polskich wydawnictw. W tym czasie jego publikacje w formie sprawozdań z podróży publikowane były na łamach „Kuriera Warszawskiego”. Od 1892, po zjeździe w Filadelfii, pełnił obowiązki przedstawiciela Związku Stowarzyszeń Polskich w Ameryce Północnej i redaktora czasopisma Zgoda. Po powrocie do kraju (1901) pracował jako członek redakcji Kuriera Warszawskiego. Pochowano go na cmentarzu Powązkowskim w Warszawie (kwatera D-3-22,23).

## Twórczość
Pisał utwory o tematyce podróżniczo-przygodowej i fantastyczno naukowej. Wydał też tłumaczenia m.in. „Wojna dwóch światów” (1907) – The War of the Worlds Wellsa czy Wojna w przestworzu (1910) – The War in the Air. Należy zauważyć, że powieść Barszczewskiego Czandu (1925) także bazuje na motywach wziętych z Wojny w przestworzu Wellsa – występują w niej podobne cudowne wynalazki, te same bitwy itp., ale jest w niej dodany popularny w owym czasie motyw Polski broniącej się przed najazdem Azjatów.
W 1951 jego prace Czandu: powieść z XXII wieku oraz Czerwony mesyasz: (ze wspomnień włóczęgi) zostały wycofane z polskich bibliotek oraz objęte cenzurą.

### Dzieła
- Cuba libre! : melodramat w 5-ciu odsłonach, osnuty na tle wojny hiszpańsko - amerykańskiej i Sokolstwa Polskiego w Ameryce[7]
- Polacy w Ameryce : Zarys obecnego stanu wychodźtwa polskiego w Stanach Zjednoczonych Ameryki Północnej (1902)
- Obrazki amerykańskie (1905)
- Czerwony mesyasz : (ze wspomnień włóczęgi)[8]
- W osiem dni dookoła świata. Powieść z niedalekiej przyszłości (t. 1, 1922), Przygody kapitana St. Claira (t. 2, 1927)
- Eliksir profesora Bohusza (1923, wydanie drugie 1932)
- Złoto Mai (1924)
- Czandu. Powieść z XXII wieku (1925)
- Jak być mogło. Nieurzeczywistniona opowieść lotnicza. (1926)
- Przygody kapitana St. Claira : powieść[9]
- Na szlaku sławy, krwi i złota. Szkice z dziejów odkrycia Ameryki (1928), wznowienie: Wydawnictwo Cztery Strony, Kraków 2015. ISBN 978-83-65137-11-1
- Marion. Opowieść z dalekiej Kanady (1928)
- Na ciemnych wodach Paragwaju (1931), wznowienie 2014
- Tajemnica Jeziora Bangweolo. Powieść podróżnicza (1938)